# Katlego Mphela
Katlego Mphela (nascut a Brits, Sud-àfrica, el 29 de novembre del 1984) és un futbolista sud-africà que actualment juga de davanter al Mamelodi Sundowns de la Premier Soccer League i per la selecció de Sud-àfrica.